# José de Cárdenas y Uriarte
José de Cárdenas y Uriarte (Sevilla, 1846 - Madrid, 21 d'abril de 1907) va ser un advocat i polític espanyol, ministre d'Agricultura, Indústria, Comerç i Obres Públiques durant el regnat d'Alfons XIII.

## Biografia
Membre del Partit Conservador, va iniciar la seva carrera política en aconseguir un escó de diputat per Lugo en les eleccions de 1876. Novament diputat, en aquesta ocasió per Burgos, en les eleccions de 1879, passarà a representar a la Societat Econòmica de Madrid en el Senat entre 1882 i 1883, retornant novament al Congrés com a representant d'Almeria entre 1884 i 1899. Amb l'inici del segle, tornarà al Senat sent nomenat senador vitalici en 1903.
Va ser ministre d'Agricultura, Indústria, Comerç i Obres Públiques entre el 16 de desembre de 1904 i el 27 de gener de 1905 en un govern presidit per Azcárraga.
Redactor del periòdic El Tiempo, va arribar a ser el seu director, igual que de la Revista Contemporánea. Va ser acadèmic de la Reial Acadèmia de Ciències Morals i Polítiques. Entre altres càrrecs, també va ser governador civil de Madrid, director general d'Instrució Pública (1878) i conseller de la Compañía Arrendataria de Tabacos.